# 84号州际公路 (宾夕法尼亚州至马萨诸塞州)

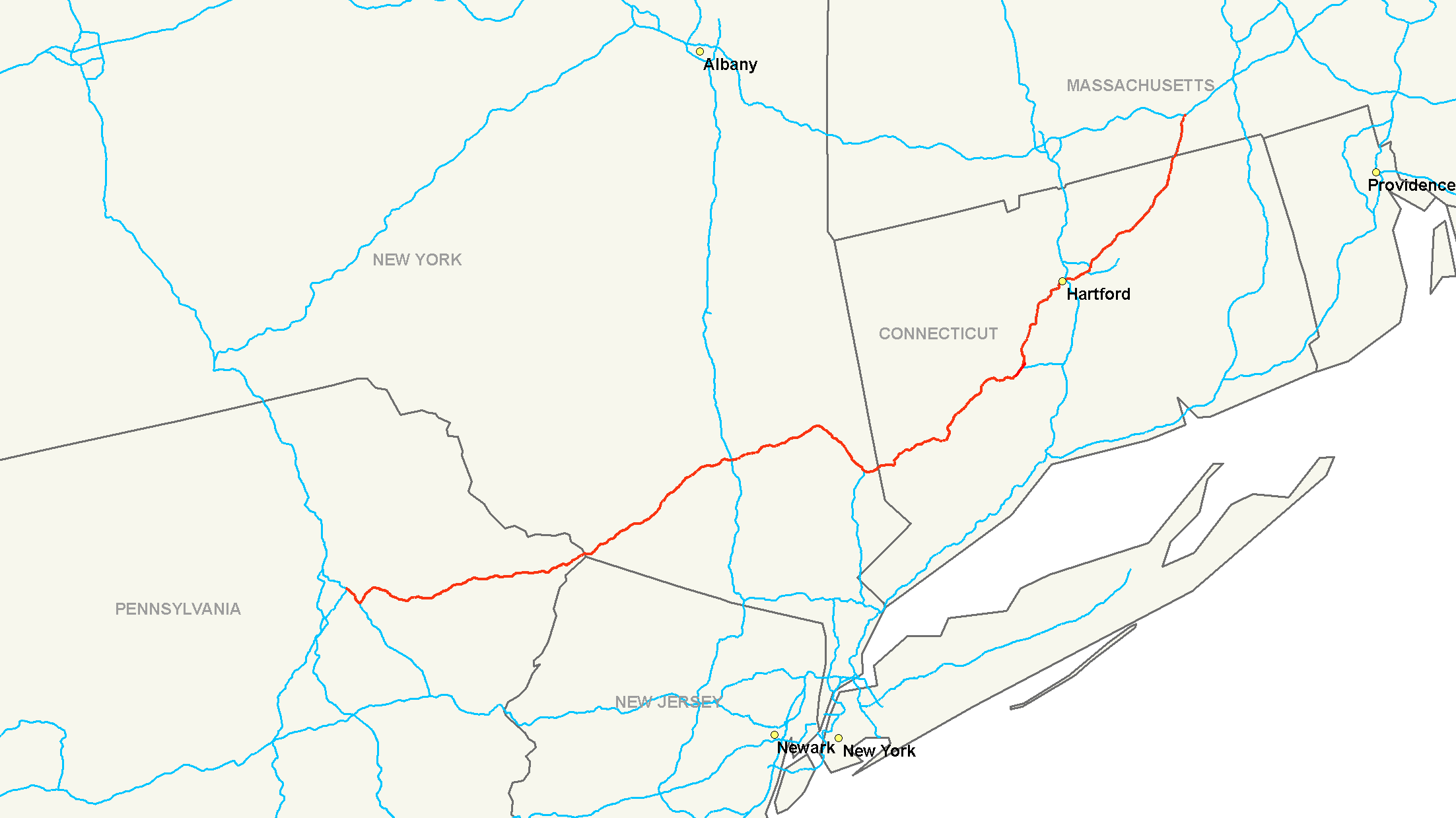
公路（紅線）經過的地方

美国东部的84号州际公路（英語：Interstate 84）是一条东西方向的州际公路。该公路连接了宾夕法尼亚州拉克瓦纳县和马萨诸塞州伍斯特县，全长232.39英里。